# Atricholeon parkeri
Atricholeon parkeri är en insektsart som först beskrevs av Stange 1970.  Atricholeon parkeri ingår i släktet Atricholeon och familjen myrlejonsländor. Inga underarter finns listade i Catalogue of Life.